# Sanatorium Prosečnice
Sanatorium Prosečnice (Šarlota Resort & Care) v okrese Benešov ve Středočeském kraji je soukromé sanatorium, které vlastní společnost Altstaedter Investments a.s. Původně se jednalo o Dělnické sanatorium postavené spolkem Humanita v letech 1916-1922, později patřilo pod Fakultní Thomayerovu nemocnici v Praze-Krči a sloužilo k léčbě tuberkulózy. Pokrývalo spádovou oblast přibližně 610 tisíc obyvatel a oddělení multirezistentní tuberkulózy mělo celorepublikový spád. V okolí budovy se nachází rozlehlý areál s parkem.

## Historie

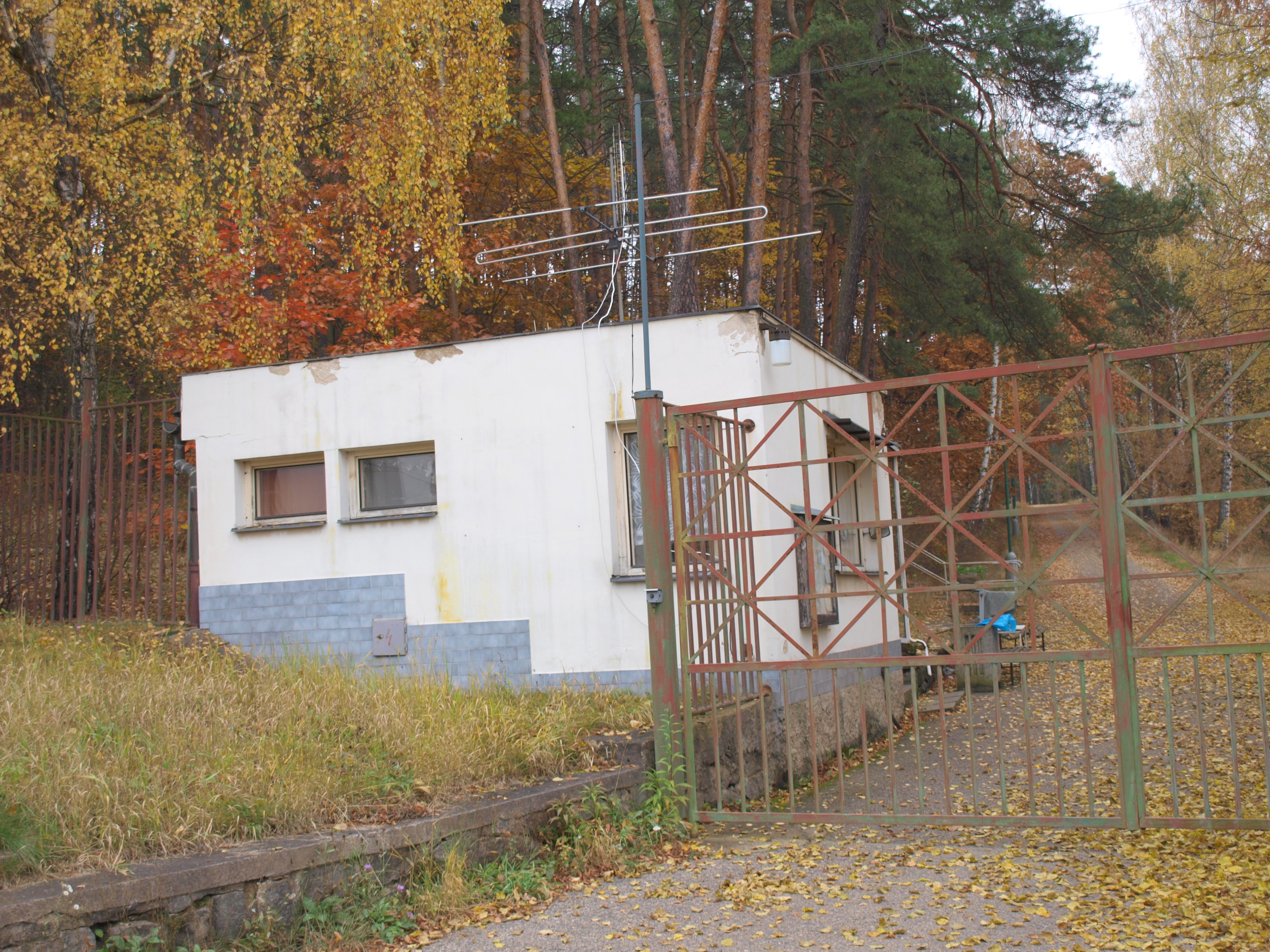
Vrátnice objektu

Stavba objektu na Zelnickém vrchu byla zahájena roku 1916, kdy s budováním začal spolek Humanita, který vytipoval Prosečnici jako vhodné místo pro stavbu sanatoria vzhledem k příznivým klimatickým podmínkám. Oficiální, slavnostní otevření pod patronací Charlotty Masarykové proběhlo 14. května 1922 a sanatorium bylo od svého založení zaměřeno na léčení tuberkulózy a jiných závažných plicních nemocí. Za druhé světové války zabrali sanatorium nacisté a byla zde zřízena škola pancéřových granátníků.
V prosečnickém centru byly v padesátých letech prováděny také operace související s dýchací soustavou. V roce 1999 bylo sanatorium sloučeno s Fakultní Thomayerovu nemocnici, se kterou tvořilo s 280 lůžky největší plicní oddělení v Česku. V době sloučení se na prosečnickém pracovišti nacházelo 40 lůžek akutních a 137 lůžek s následnou péčí. V roce 2002 byla část léčebny upravena na specializované pracoviště pro multirezistentní tuberkulózu a jiné vysoce infekční druhy, které obsahuje i operační část.

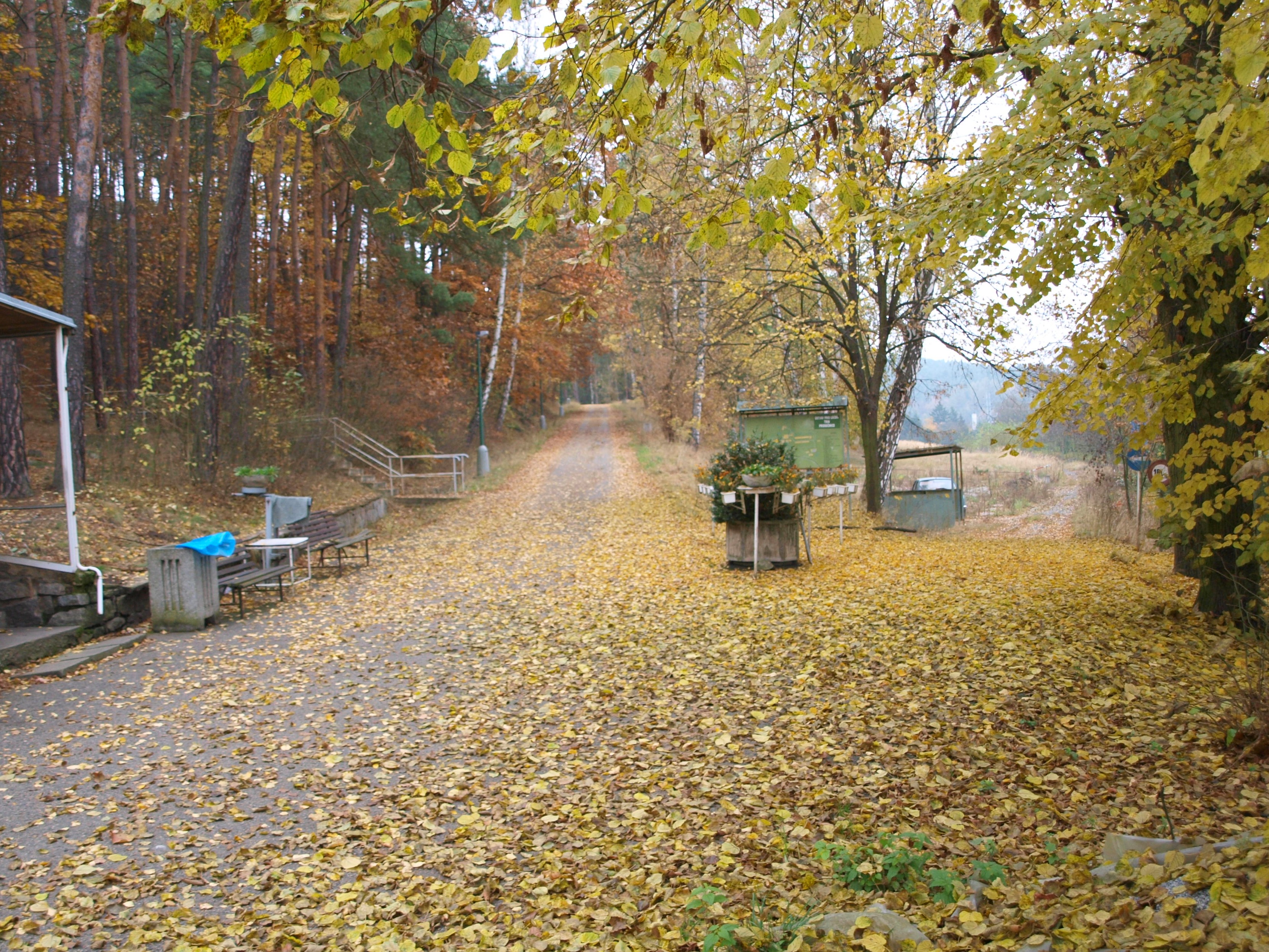
Pohled do objektu od vrátnice

Roku 2005 byla v rámci restrukturalizace přesunuta všechna lůžka akutní péče z Prosečnice do domovského areálu nemocnice v Krči – v sanatoriu tak zůstala pouze specializovaná oddělení a běžná lůžka. V letech 2006–2012 byl objekt opuštěn. Fakultní Thomayerova nemocnice v Praze o areál přestala mít zájem. Zanedbaný objekt chátral a celkem pětkrát byl předmětem neúspěšné dražby.
Od roku 2012 je sanatorium a přilehlý anglický park v soukromém vlastnictví a je zde provozováno sanatorium Šarlota, nazvané po Charlottě Masarykové, manželce prezidenta T.G. Masaryka, aktivního člena spolku Humanita. V letech 2012–2014 proběhla rozsáhlá rekonstrukce resortu. V současnosti je v komplexu Šarlota Resort, s.r.o. zajištěno ubytování hotelového typu a komplexní, zdravotně sociální služby pro seniory, především pro seniory se sníženou možností pohybu a orientace.